# 嶋潭站
嶋潭站（：／ Dodam yeok */?）是位于韩国忠清北道丹陽郡梅浦邑的一个铁路车站，属于中央线。

## 历史
- 1941年4月1日 - 落成使用，车站名称为梅浦站。
- 2011年3月31日 - 车站改为现名。

## 相鄰車站
韓国铁道公社
中央線
三谷－嶋潭－丹陽